# Pandelis Karasewdas
Pandelis Karasewdas (gr.: Παντελής Καρασεβδάς; ur. 1877 w Astakos, zm. 14 marca 1946 w Agrinio) – grecki strzelec i pływak, złoty medalista igrzysk olimpijskich w Atenach w 1896 w strzelectwie, w konkurencji karabinu wojskowego

## Przed igrzyskami
W sport zaangażował się jako nastolatek, oprócz strzelectwa był także dobrym pływakiem, jednak nie startował w tej dyscyplinie na igrzyskach. W czasie trwania igrzysk był studentem prawa.

## Igrzyska w Atenach
Na igrzyskach w Atenach wystartował w trzech konkurencjach strzeleckich: karabinu wojskowego 200 m (2350 punktów, złoty medal), karabinu dowolnego w trzech pozycjach 300 m (1039 punktów, 5. miejsce) oraz pistoletu wojskowego 25 m (nie ukończył).
W konkurencji karabinu wojskowego jako jedyny trafił wszystkie 40 celów, pewnie zwyciężając przed swoimi rodakami – drugim Pawlidisem (38 trafień, 1978 punktów) i trzecim Trikupisem (34 trafienia, 1713 punktów).
| Konkurencja                       | miejsce | wynik        |
| --------------------------------- | ------- | ------------ |
| Karabin wojskowy, 200 m           | 1       | 2350         |
| Karabin dowolny, 3 pozycje, 300 m | 5       | 1039         |
| Pistolet wojskowy, 25 m           | DNF     | nie ukończył |

## Po igrzyskach
Rok po zakończeniu igrzysk Karasewdas wstąpił do armii. Był zaangażowany we wszystkie konflikty Grecji w następnej dekadzie i ostatecznie osiągnął stopień pułkownika. Dołączył także do greckiej Partii Liberalnej, a także był zaangażowany w grecki sport jako członek Greckiego Komitetu Olimpijskiego (1924-1935).